# Brian Kendrick
Brian David Kendrick (* 29. května 1979, Fairfax, Virginie, USA) je americký profesionální wrestler, známější pod pseudonymem Brian Kendrick. Známý je pro působení ve společnosti WWE. V roce 2022 měl debutovat v AEW, k jeho debutu ale nakonec nedošlo.

## Kariéra

### 1999 Texas Wrestling Alliance
Jeho debutový zápas se uskutečnil 8. října 1999. Pod jménem Spanky absolvoval mač pro společnost Texas Wrestling Alliance, kde i trénoval. Jeho soupeřem byl American Dragon a zápas skončil 10minutovou remízou. Měsíc nato už se mohl radovat z prvního titulu ve své kariéře, když porazil Rudy Boye Gonzáleze o televizní titul společnosti.Titul držel 63 dní, než si ho bývalý šampión vzal zpět. Zanedlouho přišlo spojení s American Dragonem, které přineslo týmové tituly TWA. Jejich panování s tituly trvalo jenom 14 dní.

### 2000 - 2001 WWE (Memphis Championship Wrestling)
Brzy si Kendricka všimli i skauti WWE a společnost s ním v únoru 2000 podepsala vývojový kontrakt. Brian byl poslán do vývojového centra Memphis Championship Wrestling. V září téhož roku získal i první titul, když porazil American Dragona a stal se šampiónem v lehké váze. 190 dnů trvající panování s titulem ukončil Tyler Gates. Poprvé se stal i duálním a to, když vyhrál i týmové tituly. Jeho partner nebbyl nikdo jiný než American Dragon. Tento tým se rozpadl, když po 43 dnech prohráli tituly. Spanky si ve společnosti připsal vítězství nad wrestlery jako Jerry Lynn, Low Ki nebo Spike Dudley. Nakonec společnost v polovině roku 2001 skončila a Kendrick byl propuštěn.

### 2001 - 2002 Návrat na nezávislou scénu
V tomto období mimo vystupování v Ring of Honor nebo Japonsku vystupoval v amerických společnostech Ultimate Pro-Wrestling, Revolution Pro-Wrestling, Liberty All-Star Wrestling, Hearthland Wrestling Association a All Pro-Wrestling, kde se v roce 2001 zúčastnil turnaje King of the Indies, ve kterém sice vypadl v prvním kole, ale zápas s American Dragonem jim vynesl potlesk ve stoje. V květnu 2002 se na akci společnosti HWA objevil po boku Reye Mysteria v zápase proti BJ Whitmerovi a Chadu Collyerymu.

### 2002 První turné po Japonsku
V létě odletěl na své první turné po Japonsku pro společnost ZERO-1. V zemi vycházejícího slunce působil pod jménem Leonardo Spanky a ztvárňoval tanečníka chippendales. V druhém zápase této šňůry se stal prvním mezinárodním ZERO-ONE šampiónem lehké váhy. Během dvou měsíců titul dvakrát obhájil proti Nahoiru Hoshikawovi a CW Andersonovi. Poprvé se tento titul obhajoval i na půdě Spojených států, když Spanky poráží Frankieho Kazariana a B-Boye během akce Ultimate Pro-Wrestling. Další obhajoba probíhá na půdě Japonského Gifu proti Yoshihitu Sasakemu. O titul Spankyho připravil až Low Ki v Tokiu, čímž mu ukončil 79 dnů dlouhé panování.

### 2002 Ring Of Honor
Brian debutoval hned při první akci ROH s názvem Era of Honor Beggins. Tehdy jakožto Spanky byl součástí týmového zápasu, kde s Ikaikou Loaem bojoval proti Michaelu Shaneovi a Ozovi. Ten, kdo získá vítězství pro své mužstvo získá i kontrakt s ROH, tak zněla podmínka zápasu, který Spanky vyhrál. Jeho charakter představoval do sebe zahleděného, namyšleného nadějného wrestlera, který by mohl dosáhnout úspěchů jeho mentora, Shawna Michaelse. Na druhé akci společnosti si připsal vítězství nad Jayem Briscoem. Měsíc nato na akci A Night of Appreciation získal další cennou výhru, když přežil gauntlet zápas bývalých učňů texaské wrestlingové akademie a odpočítal Michaela Shanea a American Dragona. Později této noci, která byla vzdána Eddiemu Guerrerovi, neboť měl svůj poslední zápas na nezávislé scéně před návratem do World Wrestling Entertainment, byl Spanky nalezen jak jako jediný nesleduje onen zápas Eddieho Guerrera, poněvadž si myslel, že lidé platí, aby se přišli podívat na něj, což rozpoutalo potyčku v zákulisí.
Ring of Honor 4 měsíce od svého založení chtěl korunovat svého prvního šampióna, který měl vzejít z turnaje. Spanky se v prvním kole turnaje setkal se svým pozdějším parťákem Paulem Londonem a přešel skrze něj do finále svého bloku, v němž si poradil i s Jodym Fleischem. Spanky se kvalifikoval s Low Kim, Christopherem Danielsem a Dougem Williamse do korunovačního Fatal 4-Waye, jenž měl 60minutovou podmínku. V tomto bylo prioritou odpočítat soupeře, co nejvícekrát a sám nebýt odpočítán. Spanky nedokázal nikoho odpočítat a sám byl odpočítán jednou. V ROH se objevil až za tři měsíce v triple threat zápase s Paulem Londonem a Michaelem Shanem, který v době jeho nepřítomnosti se nad Spankyho povyšoval. Shane nabyl svých slov, když Spankyho v tom zápase odpočítal. To byl prozatím poslední zápas Spankyho v Ring of Honor.

### 2002 - 2004 WWE
Později v roce 2002 Kendrick opět podepsal vývojovou smlouvu s WWE, ale musel ještě odpracovat domluvené termíny v Japonsku. Ke konci roku už se začal objevovat na nevysílaných akcích Smackdownu po boku Shanea Moorea nebo i vyzval Billyho Kidmana o Cruiserweight titul WWE. První účast Spankyho v televizním pořadu WWE bylo ve Velocity z 10.1.2002, kde se převlékl jako maskot místního sportovního týmu Arizona Diamondbacks a porazil Funakiho. Týden nato v epizodě Velocity působil jako The Jet a porazil Shanona Mooreho. Další týden zase zápasil jako The River Rat proti Chucku Palumbovi. Poprvé se v hlavním programu WWE ukázal ve Smackdownu 30.1.2001, kde sehrál roli poslíčka, který měl předat Undertakerovi zprávu od Big Showa. První zápas v hlavním pořadu WWE měl ve Smackdownu 27.2.2003, jakožto oponent Kurta Anglea v pětiminutové výzvě bojoval o smlouvu s WWE, ale byl poražen za 4 minuty a 58 sekund. Následně se ukázal v epizodě Smackdownu z 17.3.2003 jako Pittsburský tučňák, který přijal netitulovou výzvu Matta Hardyho.
Kontrakt si vysloužil až 20.3.2003, kdy ve Smackdownu porazil Shanona Moorea. O týden později porazil i Jamieho Noblea. Následující díl Smackdownu vynechal, neboť byl uvolněn, aby se mohl zúčastnit turnaje společnosti ECWA, kde vypadl v semifinále. Další epizodu už nevynechal a po boku s Torrie WIlson porazil Jamieho Nobla a Nidiu. První titulový zápas na obrazovkách WWE si odbyl následující týden, kdy během tří minut podlehl Cruiserweight šampiónovi Mattu Hardymu.
Za tři týdny se objevil v modré show WWE jako Spanky a opět porazil Jamieho Nobla. Za další dva týdny se objevil jako soupeř Johna Ceny, který si s ním poradil během tří minut. Poslední květnovou epizodu Smackdownu se spojil s Rikishim, ale ani to mu nepřineslo vítězství nad The Basham Brothers. Po dvou měsících účinkování ve Velocity se Spanky poprvé podíval na placenou akci WWE, kde se zúčastnil 20členného APA Invitational Bar Room Brawlu na akci Vengeance. Další titulová možnost přišla, když Spanky spojil síly s Funakim, ale nestačili na Charlieho Haase a Sheltona Benjamina.
Další Spankyho účast ve Smackdownu se datuje k 12.8.2003, kde porazil Brocka Lesnara přes diskvalifikaci. Na konci segmentu skončil v kaluži vlastní krve. 13.9.2003 poprvé došlo na nevysílané show ke spojení Spankyho s Paulem Londonem. Také se spolu poprvé ukázali ve Velocity, když porazili Mikea Taylora a Roba Begleyho. Spojení pokračovalo i následující měsíce, než 13.1.2004 požádal WWE o propuštění. Svůj odchod odůvodnil tak, že se v WWE necítil kreativně svobodný tak, jako v Japonsku.

## Dosažené tituly

### WWE
- WWE Tag team šampion (s Paulem Londonem) (1x)
- WWE World Tag Team šampión (s Paulem Londonem) (1x)
- WWE Cruiserweight Champion (1x)

### TNA
- TNA X Division Championship (1x)

### Japonsko
- Zero-One šampiónem Spojených států (1x)
- Zero-One mezinárodní šampión v lehké váze (1x) - první majitel
- Zero-One mezinárodní tag teamový šampión (2x) - s Low Kim a Kazem Hayashim
- DDT Ironaman Heavymetalweight šampión (1x) - panování netrvalo ani jeden den

### Skotsko
- Tag teamový šampión ICW (1x) - s Paulem Londonem

### Americká Nezávislá Scéna
- FIP Tag Team Champion (1x) - s Salem Rinaurem
- MCW Southern Šampion Lehké váhy (3x)
- MCW Southern Tag Team šampion (1x) - s American Dragonem
- TWA Televizní a Tag Team šampion (1x) - s American Dragonem
- LAW šampión v těžké váze (1x)
- SBW šampión